# Women on Waves
Women on Waves  é uma organização holandesa sem fins lucrativos que pretende promover o acesso ao aborto seguro mesmo em países que não o legalizaram. Ela afirma ter como missão empoderar as mulheres para tomar decisões conscientes e bem informadas sobre planejamento familiar, prevenir a gravidez indesejada, assegurar o aborto seguro e legal, reduzir o sofrimento físico e psicológico desnecessário e as mortes por aborto ilegal e incentivar o apoio à liberalização das leis do aborto em todo o mundo. 
A organização possui um navio, que atraca no mar de diversos países, onde fornecem contraceptivos, informação, workshops e abortos seguros e legais fora das águas territoriais de países onde o aborto é ilegal.

## Formação
A organização foi fundada pela médica holandesa Rebecca Gomperts. Depois que terminou sua graduação, Gomperts viajou com o navio do Greenpeace, Rainbow Warrior, como médica e ativista. Ao navegar pela América do Sul, ela encontrou muitas mulheres que sofreram com a falta de acesso a serviços de saúde reprodutiva e abortos legais e seguros. Inspirada nessas histórias, Rebecca decidiu criar a Women on Waves em 1999.
Em resposta ao crescente número de emails de mulheres  de todo o mundo pedindo ajuda, Rebecca fundou a Women on Web, um serviço de atendimento médico online para mulheres que precisam abortar, em 2005. O serviço atende mulheres que vivem em países onde o aborto seguro não está disponível, proporcionando a elas informação e acesso aos medicamentos abortivos.

## Atuação
Com o navio, as Women on Waves fornecem contraceptivos, informação, workshops e abortos seguros e legais fora das águas territoriais de países onde o aborto não é permitido. Trabalhando em colaboração com organizações locais, a organização responde a necessidades médicas urgentes, proporcionando às mulheres a possibilidade de abortar de forma legal e segura, e atraindo a atenção pública para as consequências da gravidez indesejada e do aborto ilegal.
O navio viaja com uma médica especializada em interrupções de gravidez, uma médica ginecologista e uma enfermeira especializada. Os serviços são prestados em águas internacionais, por isso não estão sujeitos às restrições legais dos países visitados pela embarcação. Quando em águas internacionais, a embarcação obedece às leis holandesas, que permitem o aborto em gravidez de até seis semanas e meia.
As atividades das Women on Waves são apoiadas por financiamentos privados e filantrópicos. 

### Viagens[4]
A organização navegou até países onde o aborto é ilegal. No navio - onde as leis holandesas vigoram - os abortos médicos foram fornecidos com segurança, profissional e legalmente. A Women on Wawes atuou na Irlanda (2001), Polônia (2003), Portugal (2004), Espanha (2008) e em Marrocos (2012). Em 2008, a WoW chegou a planejar uma campanha no Brasil, mas a dificuldade na logística devido ao tamanho do País e a complicada situação legal impediram que os planos saíssem do papel.

#### Irlanda
Em 2001, a organização fez sua viagem inaugural a bordo da Aurora para a Irlanda, o país europeu com a legislação mais restritiva em relação ao aborto. O navio transportou dois médicos e uma enfermeira holandeses e foi equipado com uma clínica ginecológica montada em um contêiner.
O objetivo da viagem era destacar a situação do aborto na Irlanda; incentivar os esforços para liberalizar a lei do aborto; e para testar a viabilidade de usar um navio como uma clínica de saúde reprodutiva. O plano era fornecer serviços de saúde reprodutiva em um navio, incluindo a pílula abortiva, fora das águas territoriais da Irlanda.

#### Polônia
Em junho de 2003, a Women on Waves partiu para a Polônia com o Langenort. Um documentário sobre o projeto (“Abortionship”) foi feito pelo programa da BBC 'Correspondent'. Uma pesquisa revelou que a porcentagem da população que apoia a liberalização do aborto foi de 44% para 56% após a visita da organização.

#### Portugal
O navio Borndiep permaneceu em águas internacionais, a 12 milhas de Figueira da Foz, de 28 de Agosto a 9 de Setembro de 2004. O navio foi impedido de entrar nas águas nacionais portuguesas por dois navios de guerra portugueses.

#### Espanha
A Espanha recebeu a organização em outubro de 2008. Lá o aborto só era legal quando a gravidez representa uma ameaça para a saúde física ou mental da mulher, ou em caso de estupro ou malformações fetais. O barco navegou para águas internacionais com várias mulheres. Fora das águas territoriais espanholas, as mulheres a bordo poderiam obter um aborto médico seguro. A campanha foi coberta pela mídia em todo o mundo. A Espanha legalizou o aborto em 2010.

#### Marrocos
Em 3 de outubro de 2012, o Ministério da Saúde marroquino implementou uma proibição que impedia a entrada do navio Women on Waves Langenort no porto de Smir. Um dos objetivos da campanha era apoiar o movimento MALI (Alternative Movement for Individual Freedoms, em português Movimento Alternativo para a Liberdade Individual) e iniciar um debate no país sobre a necessidade de legalizar o aborto, e com a repercussão da visita na mídia esse objetivo foi alcançado. Em 2015, o rei de Marrocos, Mohammed VI, decidiu flexibilizar a lei que limita a prática do aborto no país. Agora, o procedimento pode ser realizado em casos de estupro, incesto, risco à saúde da mãe ou má formação do feto.

## Outras formas de atuação
Nos últimos anos, a organização tem focado mais em divulgar informações sobre Misoprostol, como usar e seus efeitos. 

### Internet
Desde 2005, a Women on Web atua na internet através de seu site, disponibilizando informações sobre gravidez, contraceptivos e aborto; realizando consultas online e possibilitando às mulheres de diversos lugares do mundo o acesso aos medicamentos abortivos.
Em dezembro de 2019, o jornal The Intercept revela que dois fornecedores de acesso à internet do Brasil, a Vivo e a Claro bloqueiam o acesso ao site Women on Web. No entanto, o acesso permanece possível pelo meio de uso de serviços de rede virtual privada (VPNs).

### Drones
A primeira experiência com drones ocorreu em 2015. O drone partiu da Alemanha e desembarcou no lado oposto do rio em Slubice, na Polônia. Duas mulheres receberam os medicamentos prescritos. O voo não necessitava de autorização, segundo o grupo, já que o drone não seria usado para fins comerciais, ficaria sob observação de seu piloto e não atingiria espaço aéreo controlado. A segunda experiência ocorreu na Irlanda do Norte. A polícia monitorou a ação mas não reagiu e nenhuma pílula foi confiscada.